# La Serre-Bussière-Vieille

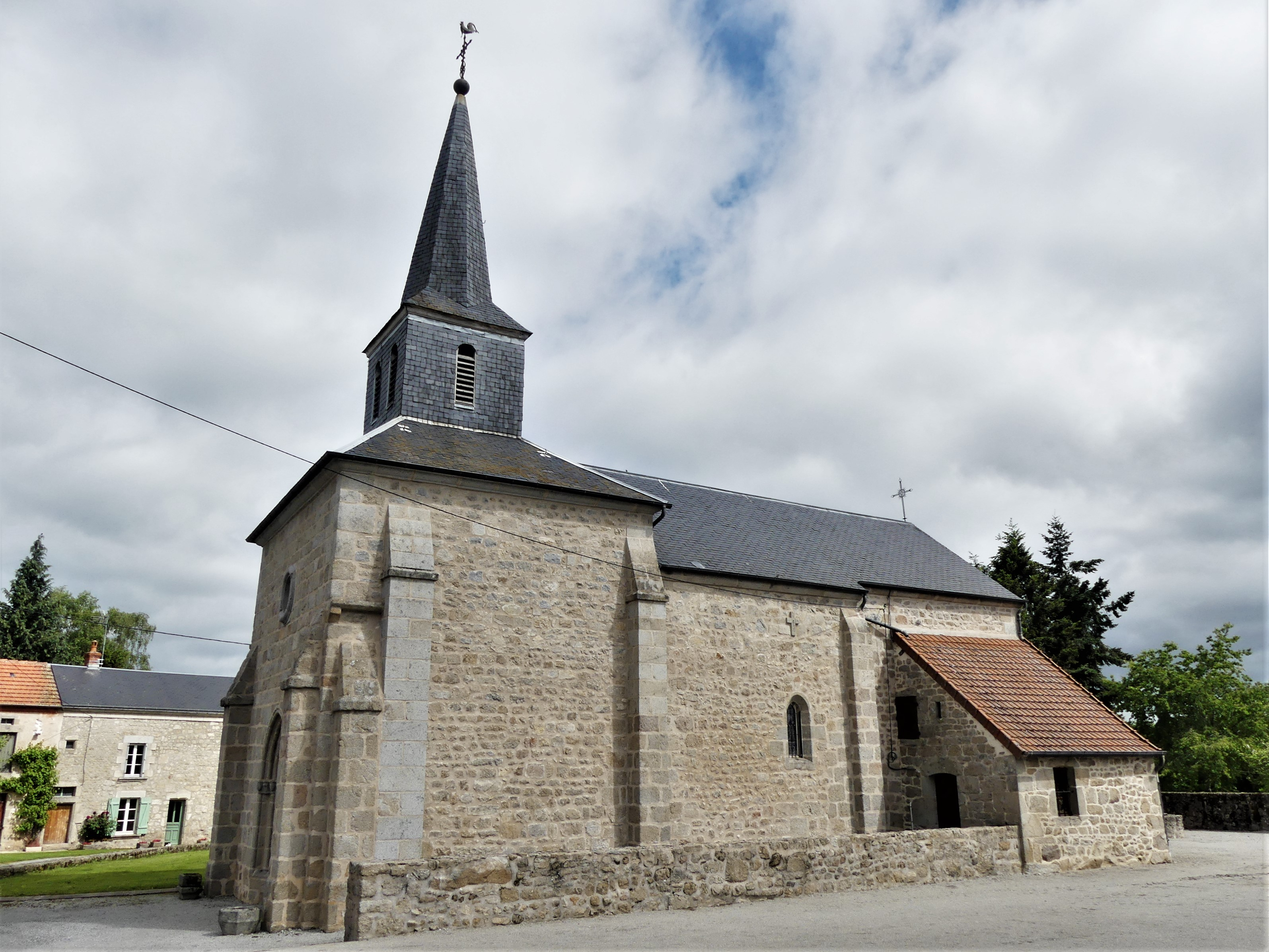
Iglesia del municipio.

 La Serre-Bussière-Vieille  es una comuna (municipio) de Francia, en la región de Lemosín, departamento de Creuse, en el distrito de Aubusson y cantón de Chénérailles.
Su población en el censo de 1999 era de 110 habitantes.
Está integrada en la Communauté de communes d’Auzances-Bellegarde.